# Huon (rzeka)
Huon (ang. Huon River) – rzeka na Tasmanii, o długości 169 km. Przepływa przez samorząd terytorialny Huon Valley Council (południowa Tasmania). Huon rozpoczyna swój bieg od jeziora Pedder i wpada do Morza Tasmana w pobliżu Surveyors Bay. 
W dolnym biegu rzeki średnia głębokość rzeki wynosi 3 m, natomiast maksymalna głębokość dochodzi do 12 m. 
Niektóre z miast położone nad rzeką: Huonville, Franklin i Geeveston.